# Хосеп Мораталья
Хосеп Мораталья (ісп. Josep Moratalla, нар. 1 жовтня 1958, Аспаррагера) — іспанський футболіст, що грав на позиції захисника, зокрема за «Барселону», у складі якої ставав чемпіоном Іспанії, дворазовим володарем Кубка Іспанії і володарем Кубка Кубків УЄФА. 

## Ігрова кар'єра
Народився 1 жовтня 1958 року в місті Аспаррагера. Вихованець академії «Барселони».
Перший досвід дорослого футболу отримував протягом 1979–1980 років у складі «Депортіво», в якому взяв участь у 13 матчах чемпіонату. 
Згодом протягом 1980—1981 років грав за другу команду «Барселони», а 1981 року почав залучатися до основної команди каталонського «гранда». Відіграв у її складі наступні сім сезонів своєї кар'єри. 1985 року виборов титул чемпіона Іспанії, також з «Барселоною» двічі ставав володарем Кубка Іспанії, вигравав Кубок володарів кубків УЄФА 1981-1982.
Завершував професійну ігрову кар'єру у клубі «Фігерас», за команду якого виступав протягом 1988—1990 років.

## Титули і досягнення
- Чемпіон Іспанії (1):

«Барселона»: 1984-1985
- Володар Кубка Іспанії (2):

«Барселона»: 1982-1983, 1987-1988
- Володар Кубка іспанської ліги (2):

«Барселона»: 1983, 1986
- Володар Кубка Кубків УЄФА (1):

«Барселона»: 1981-1982